# Anthony Starke
Anthony Starke (* 6. Juni 1963 in Syracuse, New York) ist ein US-amerikanischer Schauspieler. Er ist durch die Episode „The Jimmy“ der Fernsehserie Seinfeld, als auch durch die Sitcom The George Carlin Show bekannt geworden.

## Karriere
Anthony Starke besuchte die Marquette University, wo er eine Filmrolle als tetraplegischer Teenager, Dean Conroy, im CBS-Film der Woche, First Steps, gewann. Starkes erster großer Filmauftritt war in Nothing in Common – Sie haben nichts gemeinsam, in welchem er an der Seite von Jackie Gleason und Tom Hanks die Rolle von Cameron spielte. Während er die Marquette besuchte, spielte er in zahlreichen Theaterstücken mit. Nach dem Bachelor-Abschluss in Theaterwissenschaften hat er begonnen, Vollzeit zu schauspielern.
1989 spielte Anthony Starke Truman Lodge in James Bond 007 – Lizenz zum Töten, 1988 Chad Finletter in Die Rückkehr der Killertomaten und 2007 einen US-Botschafter in der Episode Mord im Taxi von Navy CIS. Er spielte zwischen 1998 und 2000 eine Hauptrolle als der Glücksspieler Ezra Standis in der Fernsehserie Die glorreichen Sieben. 2002 hatte er auch eine Rolle als Dämon in einer Episode von Charmed – Zauberhafte Hexen.
Von 2009 bis zum Serienende 2012 hatte Starke eine wiederkehrende Rolle in der ABC-Family-Jugendserie Make It or Break It als Steve Tanner, dem reichen Vater von Lauren Tanner (Cassie Scerbo).

## Leben
Anthony Starke ist mit Lolly Starke verheiratet. Sie haben einen gemeinsamen Sohn, Garrett Starke.

## Filmografie
Filme
- 1985: First Steps (Fernsehfilm)
- 1986: Nothing in Common – Sie haben nichts gemeinsam (Nothing in Common)
- 1988: Endlich wieder 18 (18 Again!)
- 1988: Die Rückkehr der Killertomaten (Return of the Killer Tomatoes!)
- 1989: James Bond 007 – Lizenz zum Töten (Licence to Kill)
- 1990: Von allen Geistern besessen! (Repossessed)
- 1993: Ohne Ausweg (Nowhere to Run)
- 1995: Der mysteriöse Tod der Grace Kelly (Star Witness, Fernsehfilm)
- 1996: Die Kirschernte (De kersenpluk)
- 1998: Das große Inferno (Inferno, Fernsehfilm)
- 2009: Baby on Board
- 2012: BFC: Big F*ckin' Chicken (Kurzfilm)

Fernsehserien
- 1985: Silver Spoons (Episode 4x13)
- 1986–1987: One Big Family
- 1987: 21 Jump Street – Tatort Klassenzimmer (21 Jump Street, Episode 2x12)
- 1988: Smart Guys
- 1990: Flash – Der Rote Blitz (The Flash, Episode 1x08)
- 1991: Beverly Hills, 90210  (Episode 2x13)
- 1992: Cheers (Episode 10x21)
- 1992: Down the Shore (Episode 1x06)
- 1993: Die Abenteuer des Brisco County jr. (The Adventures of Brisco County, Jr., Episode 1x10)
- 1995: Seinfeld (Episode 6x18)
- 1994–1995: The George Carlin Show
- 1996: The Last Frontier (sechs Episoden)
- 1997: Pretender (The Pretender, Episode 1x10)
- 1996–1997: Susan (Suddenly Susan, vier Episoden)
- 1999: Cold Feet
- 1998–2000: Die glorreichen Sieben (The Magnificent Seven)
- 2001: Boston Public (Episode 1x11)
- 2001: Charmed – Zauberhafte Hexen (Charmed, Episode 4x09)
- 2002: Angel – Jäger der Finsternis (Angel, Episode 3x12)
- 2003: Abby (Episode 1x07)
- 2004: Crossing Jordan – Pathologin mit Profil (Crossing Jordan, Episode 3x05)
- 2005: Prison Break (vier Episoden)
- 2006: Nip/Tuck – Schönheit hat ihren Preis (Nip/Tuck, Episode 4x08)
- 2007: Cold Case – Kein Opfer ist je vergessen (Cold Case, Episode 4x23)
- 2007: Burn Notice (Episode 1x10)
- 2007: Navy CIS (NCIS, Episode 5x08)
- 2007: Journeyman – Der Zeitspringer (Journeyman, Episode 1x11)
- 2008: Emergency Room – Die Notaufnahme (ER, zwei Episoden)
- 2008: Dr. House (Episode 4x10)
- 2008: Moonlight (Episode 1x15)
- 2002–2009: CSI: Vegas (CSI: Crime Scene Investigation, zwei Episoden)
- 2009: Lie to Me (Episode 2x01)
- 2011: The Defenders (Episode 1x18)
- 2011: CSI: Miami (Episode 9x17)
- 2011: Suits (Episode 1x04)
- 2009–2012: Make It or Break It
- 2013: Castle (Episode 5x12)
- 2012–2013: Shake It Up – Tanzen ist alles (Shake It Up, vier Episoden)